# Рожковичі
Рожко́вичі — село в Україні, у Середино-Будській міській громаді Шосткинського району Сумської області. Населення, станом на листопад 2016 року, становить 170 осіб. До 2020 орган місцевого самоврядування — Рожковицька сільська рада.

## Географія
Село знаходиться на лівому березі річки Знобівка в місці впадання в неї річки Нівень, на протилежному березі — село Нововолодимирівка.

## Назва
Про походження назви населеного пункту яких-небудь точних відомостей не збереглося. На думку місцевого священика Миколи Зайчевського, «назва села походить від слова ражий (гарний), або від слова ріг (ріжки) — від двох невеликих струмочків, які, утворюючи форму рогів, зливаються вгорі над селом і разом перетворюються на річку Знобівку».

## Символіка
На гербі на жовтому тлі зображений зелений стяг, який містить зображення ражого (гарного) оленя з довгими рогами (вказує на назву села), що п'є воду з річки Знобівка. Вгорі дві восьмипроменеві зірки, що символізують дві притоки, які утворюють річку Знобівка (синій колір). Жовтий колір - це мед (символізує борті). Поєднання жовтого і синього вказують на близькість державного кордону.

## Історія
Точний час заснування села невідомий. За однією з версій, яка була висунута на початку ХХ століття місцевим священиком Миколою Зайчівським, воно було засновано в кінці XV — на початку XVI століття. На доказ цього він посилається на церковний літопис Михайло-Архангельської церкви, згідно з яким рожковичський прихід існував «з кінця XV або початку XVI століття».
У документах про розмежування вказано імена рожковицьких селян Герасима та Ромашка Кашкових, прадід яких, Семен Дементьєв, віддав власний бортний “ухід” (угіддя), як посаг за свою доньку, селянину Новгород-Сіверського Спаського монастиря більше ста років тому. Тобто йдеться про події ще початку 16 століття.
За іншою версією, яку висувають брянські дослідники А. М. Дубровський і А. А. Іванин, Рожковичі виникли в XVII столітті. Аналогічної точки зору дотримувалися і автори «Історії міст и сіл Української РСР. Сумська область».
Перша відома нам згадка про Рожовичі відноситься до 1638 року. Вона міститься в чолобитній новгород-сіверського писаря Ростошки про продаж його селянином у селах Комарицької волості, в тому числі і в селі Рожковичі, пищалей, одягу та вина. На вказаний момент Рожковичі були селом і в ньому не було церкви. Це дає привід засумніватися в правдивості твердження Миколи Зайчівського про існування рожковічського приходу з кінця XV або початку XVI століття і припустити, що Рожковичі були засновані в кінці XVI — першій половині XVII століття, до 1638 року.
До революції Рожковичі перебували в державному відомстві і нікому з поміщиків у приватну власність не передавались. Воно було значним населеним пунктом і в 1763 році нараховувало 240 душ чоловічої статі, в 1782 році — 221 чоловіка і 209 жінок, в 1796 році — 246 чоловіків і 249 жінок, в 1866 році — 92 двори і 728 жителів, в 1877 році — 81 двір і 863 жителя, а в 1897 році — 942 жителя.
На початку ХХ століття Рожковичі складалися з однієї широкої вулиці, що простягалася по лівому березі річки Знобівка, і налічувала 148 дворів, в яких проживали 543 чоловіків і 536 жінок.
Більшість місцевих жителів того часу в літню пору займалися сільським господарством, а взимку одна частина чоловіків працювала на Хутір-Михайлівському цукровому заводі, інша — промишляла перевозкою цукру з Хутір-Михайлівського цукрового заводу в Орел, Курськ та інші населені пункти, а третя — працювала в казенних лісах. Проте їх дохід був незначним, і більшість селян жили бідно.
У Рожковичі діяв православний храм з одним престолом в ім'я Архистратига Михайла, який вперше згадується в документах датованих 1782 роком. Михайло-Архагельскій храм був дерев'яним, з п'ятиярусним різьбленим іконостасом, і мав свій прихід, який в 1903 році налічував 1061 віруючого. За переказами, в храмі зберігалася стародавня копія з ікони Корсунської Божої Матері у великому різьбленому кіоті і два Євангелія — 1677 і 1775 рр. видання.
З 1866 року за підтримки церкви функціонувала школа грамоти, яка була відкрита священиком Павлом Музалевським. Спочатку вона перебувала в церковній сторожці, а на початку ХХ століття для неї було збудовано нове приміщення, в якому 1 січня 1909 рюнавчалося 46 хлопчиків і 18 дівчаток.
У 1863—1865 рр. в Рожковичі сталося кілька пожеж, якими були знищені будинки всіх місцевих жителів.
До революції Рожковичі входили до складу Подивотської волості Севського повіту Орловської губернії, з 1920 року — Подивотської волості Севського повіту Брянської губернії, з 1925 року — Хінельської волості Севського повіту Брянської губернії, а після прийняття Президією ЦВК СРСР постанови від 16 жовтня 1925 «Про врегулювання кордонів УРСР з РРФСР і БРСР» було передано до складу України.
У радянський і пострадянський період Рожковичі залишаються значним населеним пунктом і в 1926 році нараховували 283 двори, в яких проживало 1538 жителів.
12 червня 2020 року, відповідно до Розпорядження Кабінету Міністрів України № 723-р «Про визначення адміністративних центрів та затвердження територій територіальних громад Сумської області» увійшло до складу Середино-Будської міської громади.
19 липня 2020 року,  в результаті адміністративно-територіальної реформи та ліквідації Середино-Будського району, село увійшло до Шосткинського району.
24 червня 2024 року за інформацією ОК «Північ» населений пункт зазнав обстрілів з боку російського агресора. Зафіксовано 2 вибухи, ймовірно міномет 120 мм.